# Йоу Сие
Йоу Сие (на китайски: 謝盛友; на пинин: You Xie) е германски политик, кандидат за изборите за Европейски парламент през 2019 г., журналист и автор от китайски произход.

## Биография
Йоу Сие е роден на 1 октомври 1958 г. в Хайнан, Китай.
През 2010 г. Сие е избран сред „Топ 100 на китайските публични интелектуалци“ от китайския вестник Съдърн Уийкли. На 20 април 2013 г. членовете на Християнсоциалния съюз (ХСС) в Бамберг избират Сие в окръжния съвет. Той получава 141 от 220 гласа - най-високият резултат от всички членове на окръжния съвет. През 2014 г. Сие е избран в градския съвет на Бамберг с най-много гласове от всички кандидати за ХСС.
Сие е вицепрезидент на Асоциацията на писателите на китайски език в Европа и живее със съпругата си Шънхуа Сие Джан в Бамберг, където управлява снекбара Чайна Фен. Получава германско гражданство през 2010 г.